# Pseudolimnophila subprinceps
Pseudolimnophila subprinceps är en tvåvingeart som beskrevs av Alexander 1972. Pseudolimnophila subprinceps ingår i släktet Pseudolimnophila och familjen småharkrankar.
Artens utbredningsområde är Nigeria. Inga underarter finns listade i Catalogue of Life.